# Raïon de Chevtchenko (Kiev)
Le raïon de Chevtchenko ou raïon Chevtchenkivskyi (en ukrainien : Шевченківський район) est un raïon (district) urbain de Kiev, la capitale de l'Ukraine.

## Situation
Il englobe des territoires dans le nord-ouest du centre-ville de Kiev.

## Historique
Il a été formé en 1973 d'après le poète Taras Chevtchenko.

## Lieux culturels
L'église de la Dîme, les Studio Dovjenko, le  Musée de l'histoire de Kiev, le cimetière de Loukianivka, la Porte dorée, le Zoo de Kiev, le Centre de commémoration de l'Holocauste de Babi Yar.

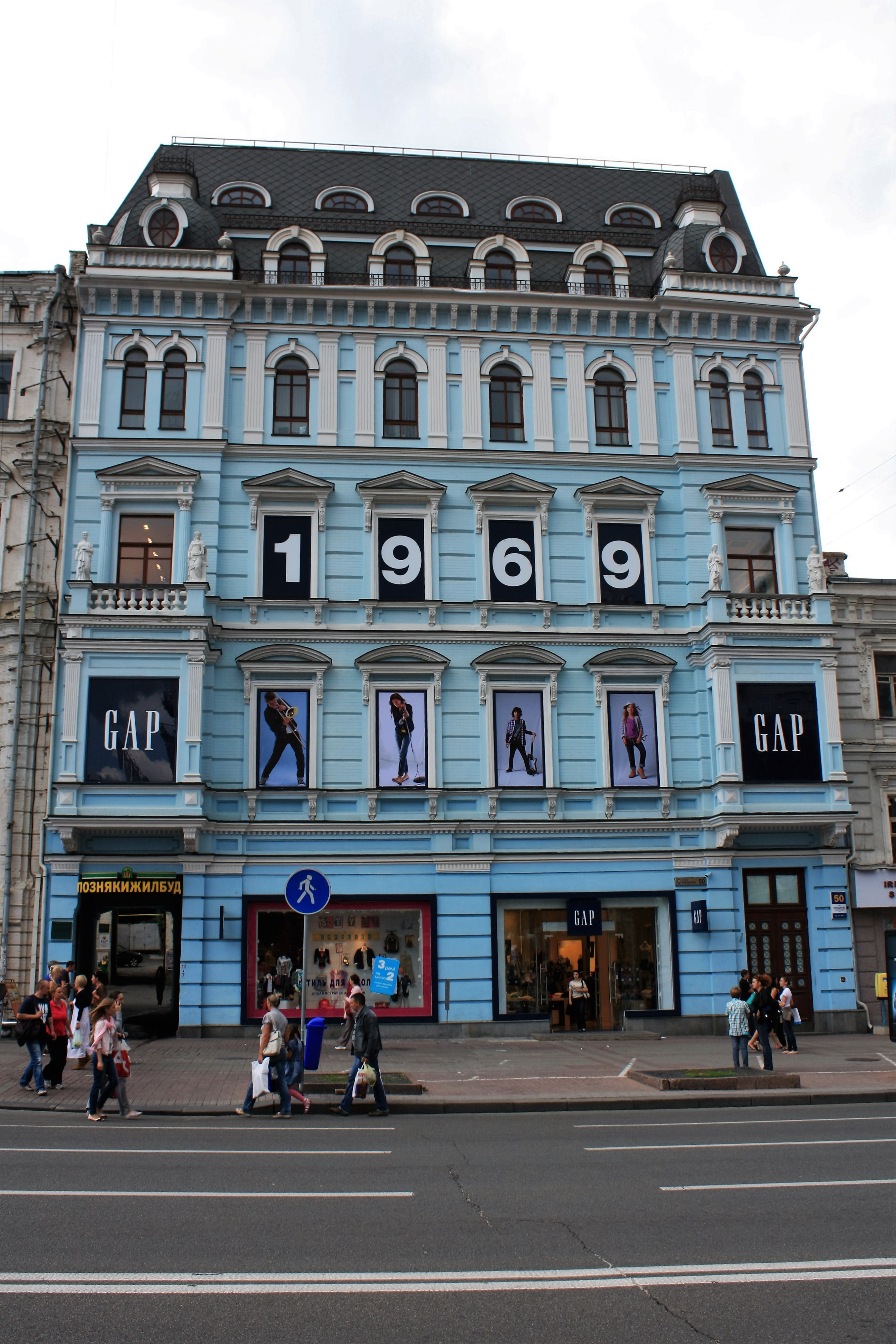
au N°50 classée[1],
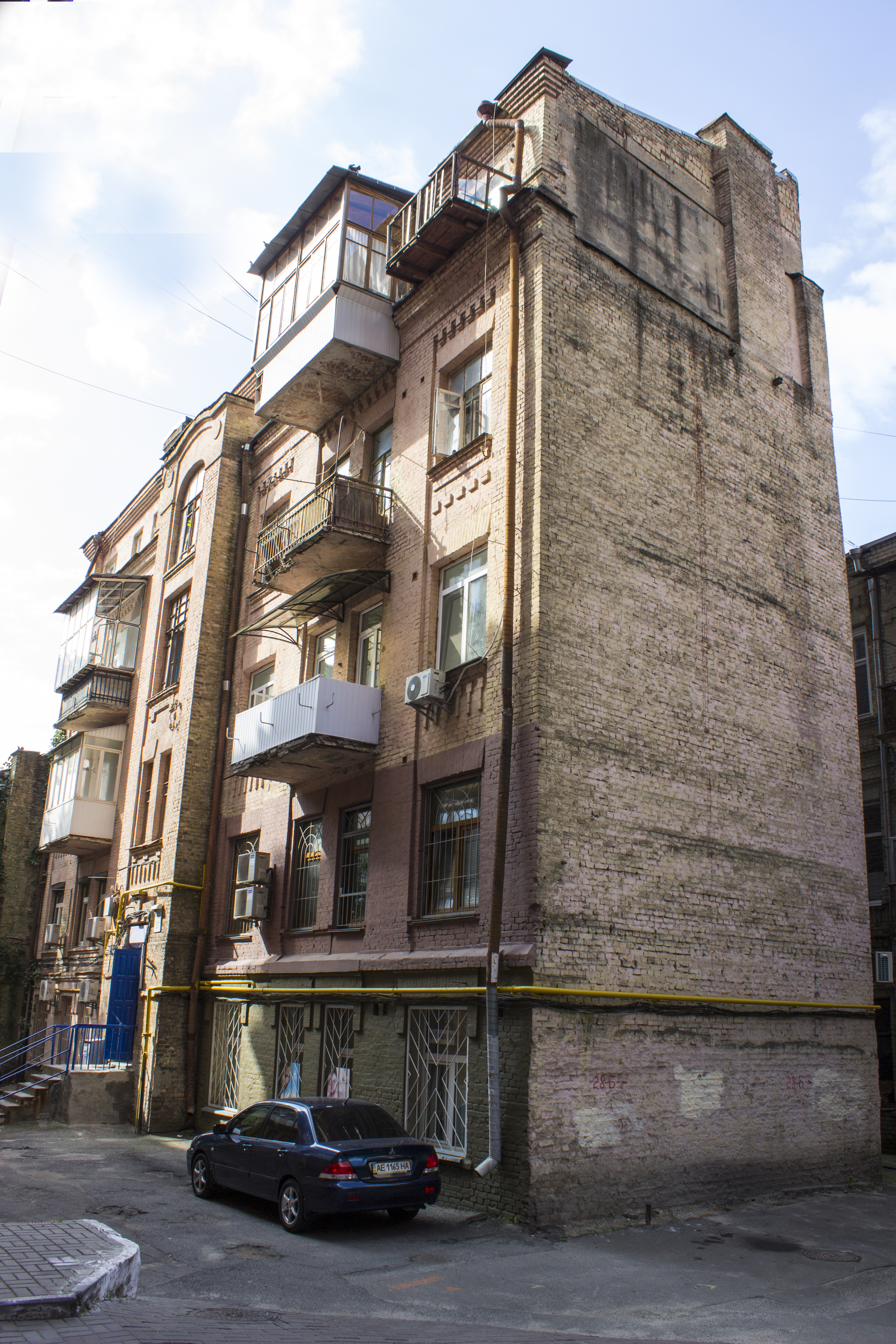
maison où vivait Valentyna Radzymovska rue Oles Hontchar classée n° 80-391-0271[2] ;
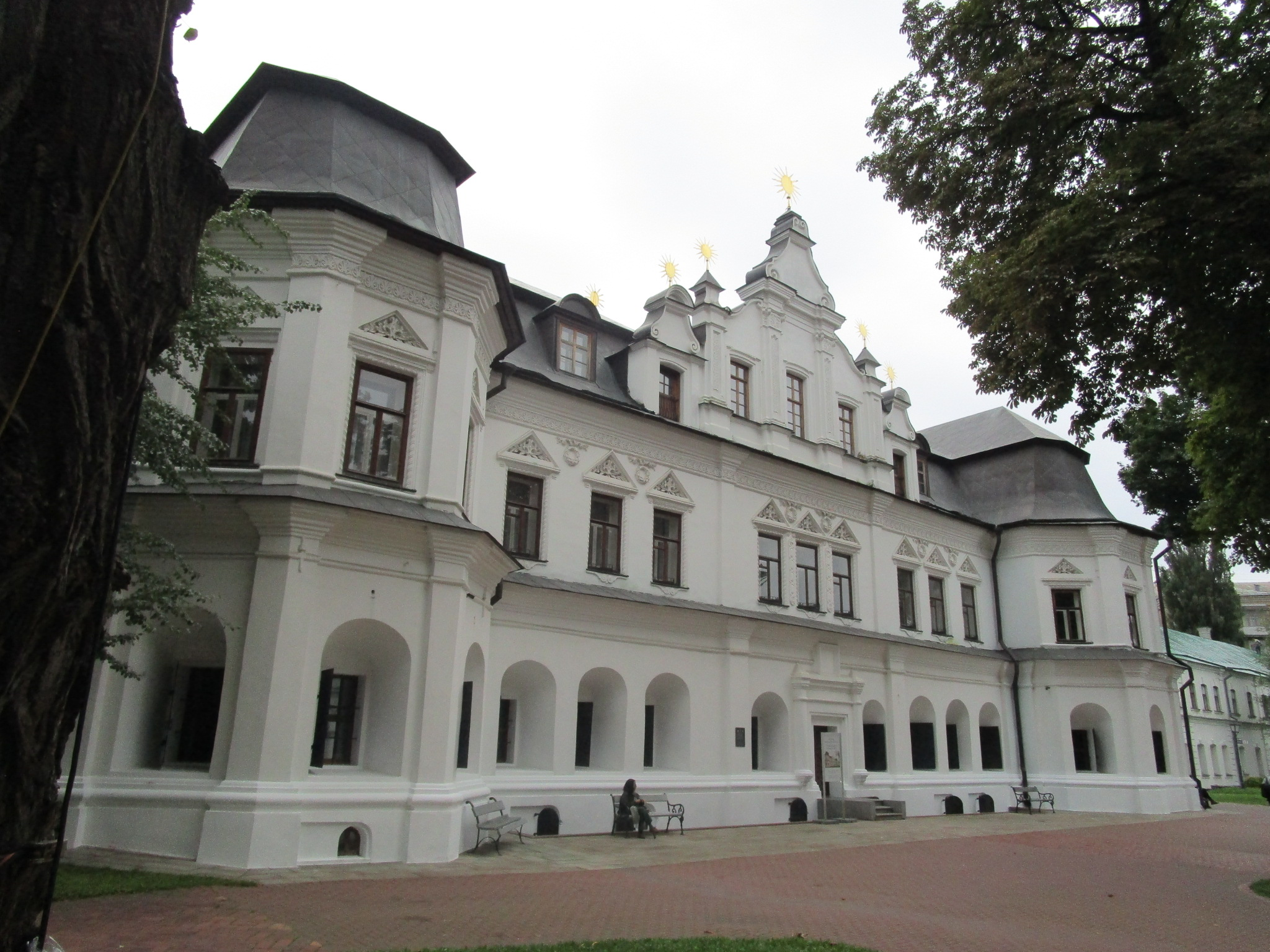
La maison du métropolite classé n° 80-391-0149[3],
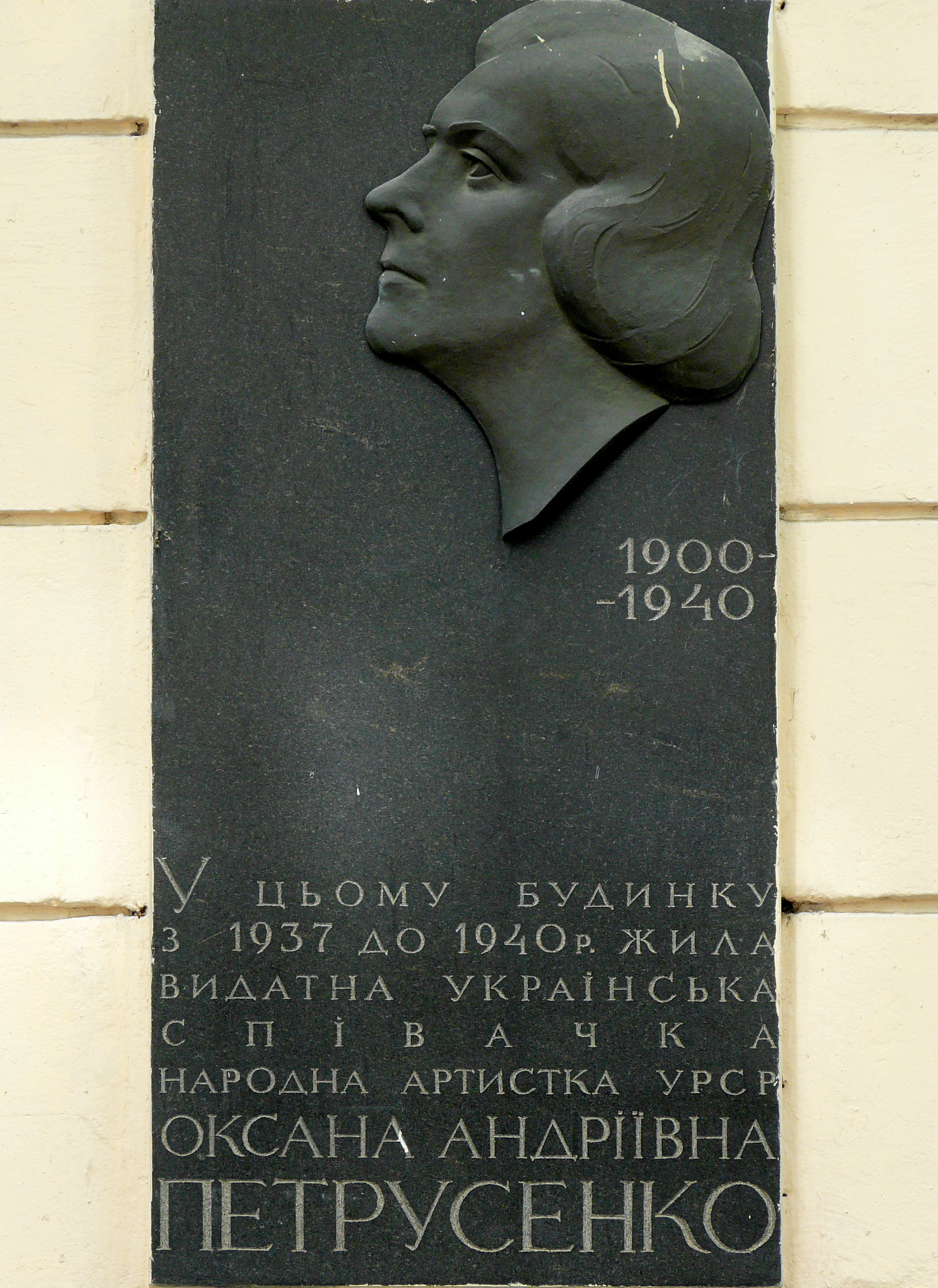
Plaque hommage à Oksana Petroussenko, classée[4],
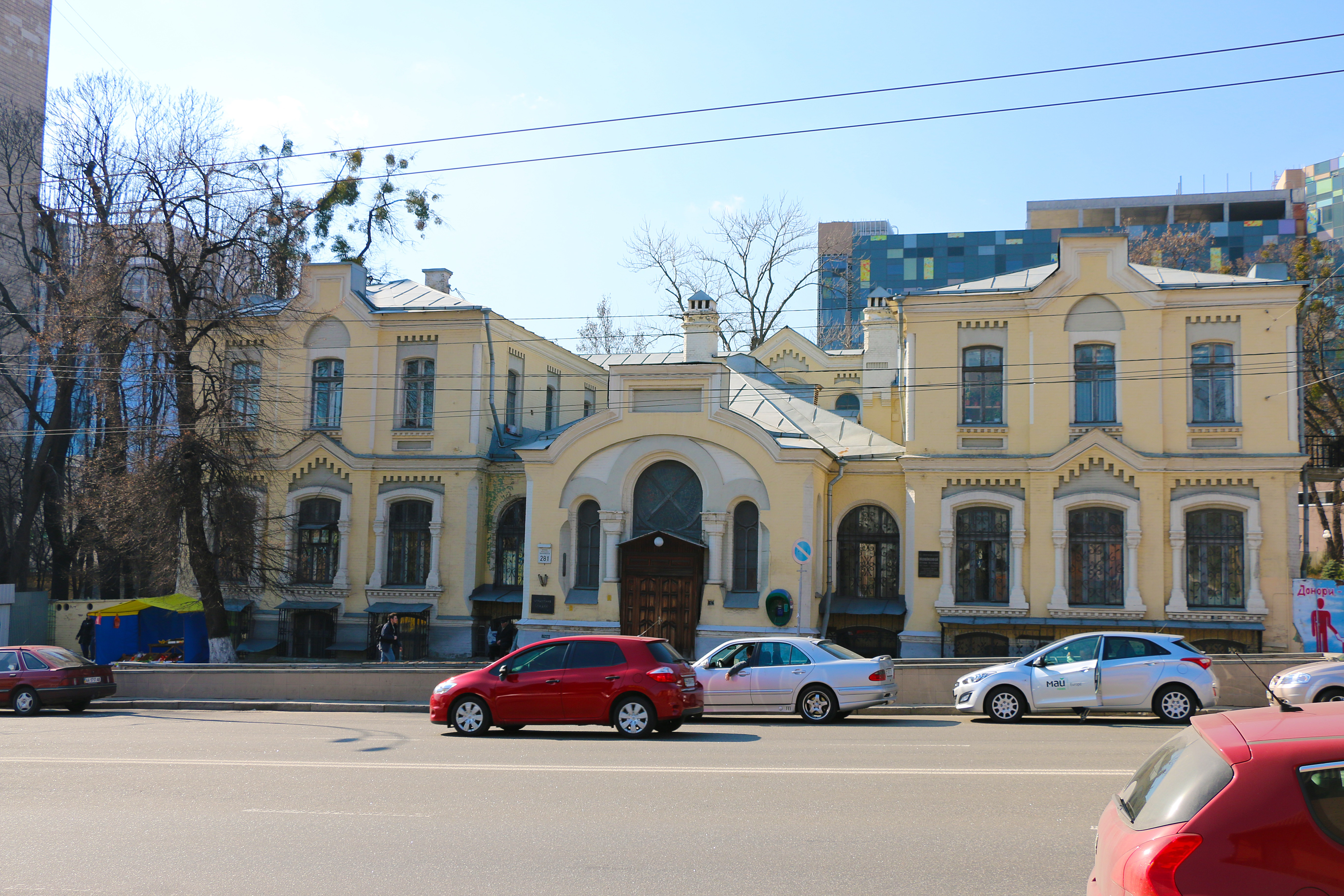
l'hôpital pour enfants OkhMatDyt classé numéro : 80-391-1420[5].
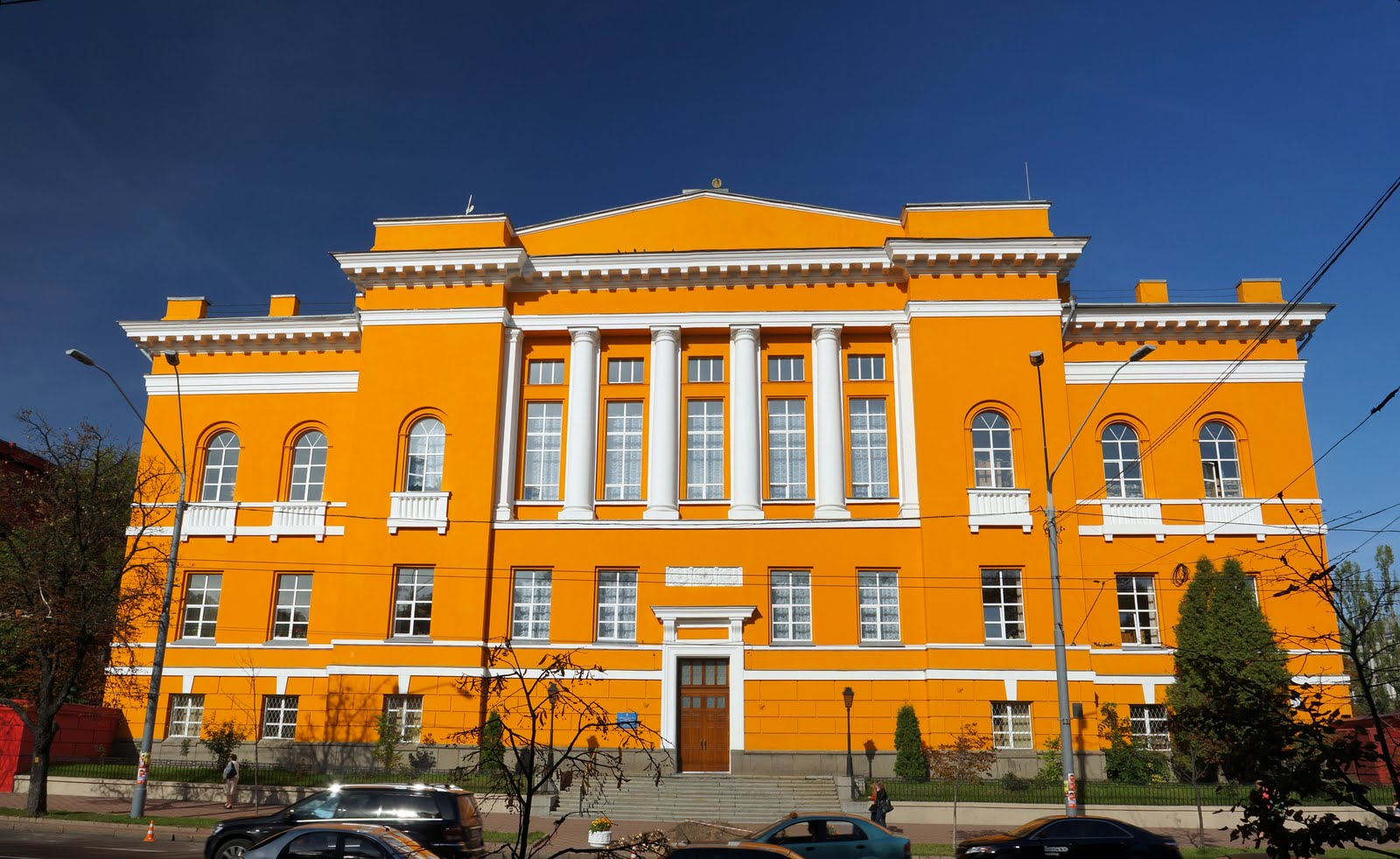
La bibliothèque Maksymovytch classée[6],
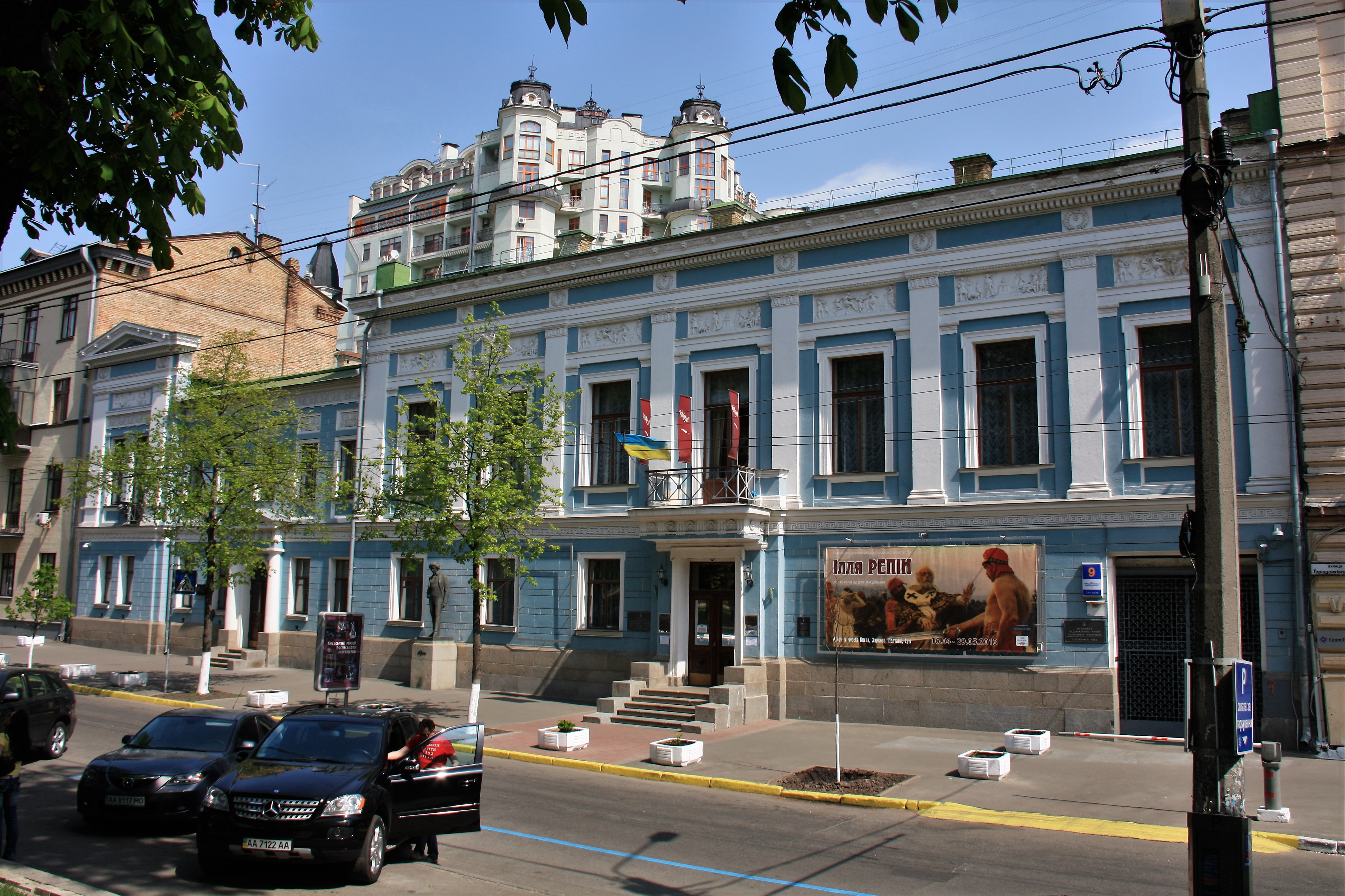
Le Musée national de peinture de Kiev.
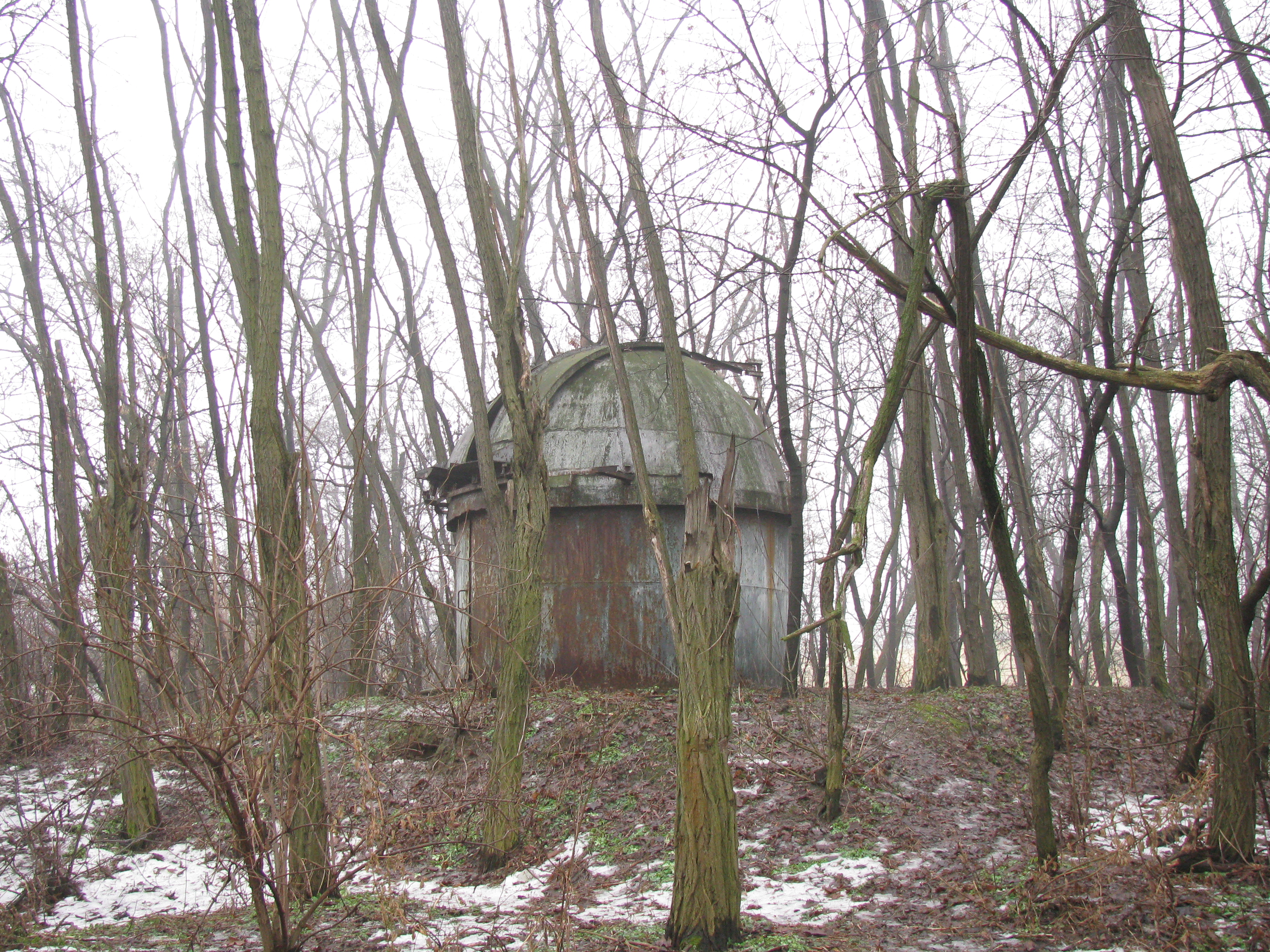
L'observatoire de Kiev classé n° 80-391-1051[7],
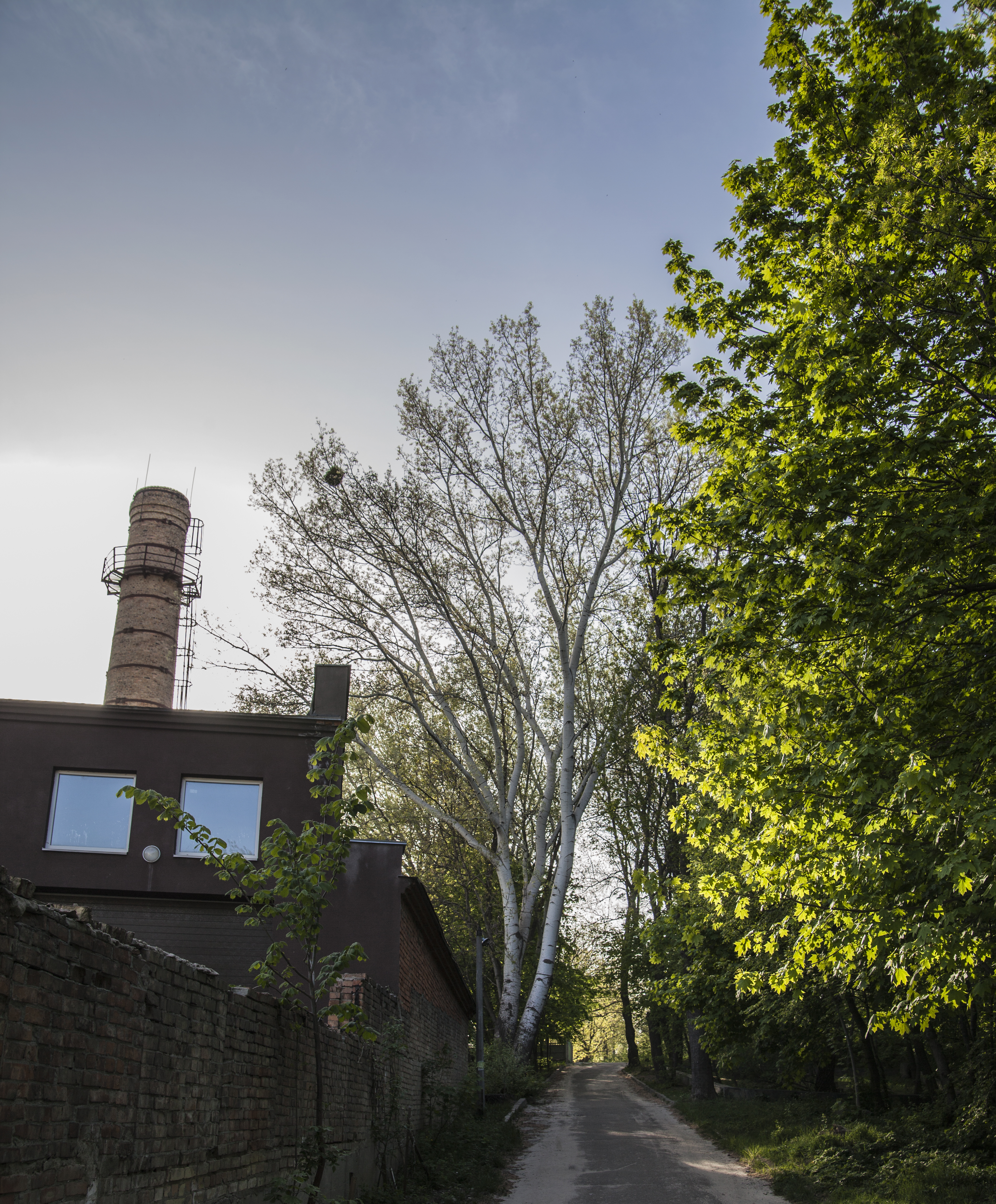
Le Bosquet Kirillivsky classé n° 80-385-5003[8] et n° 80-391-0243[9].
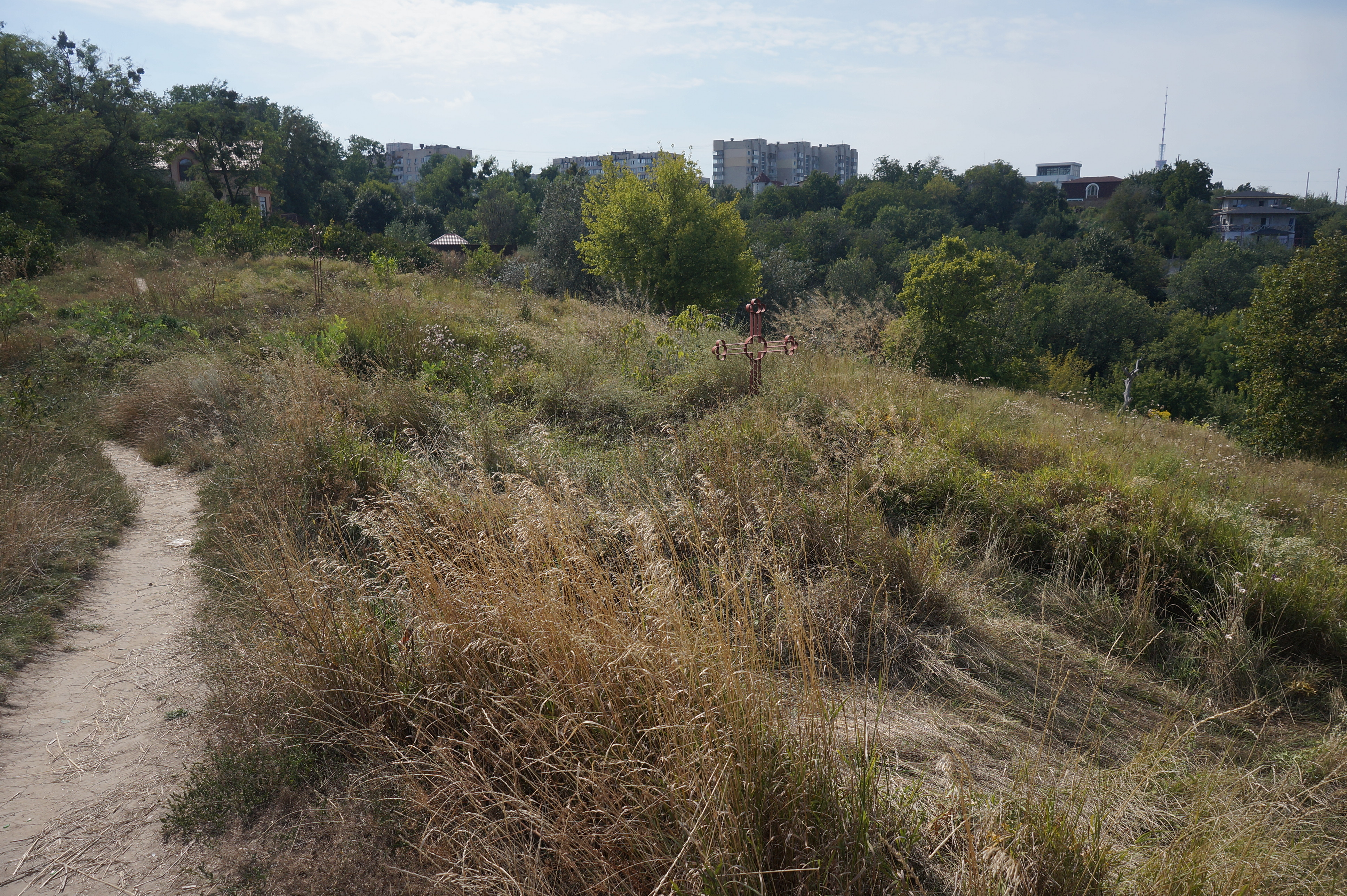
site de sépultures des IXe siècle-XIe siècle classée[10].